# Komenda Rejonu Uzupełnień Pińsk

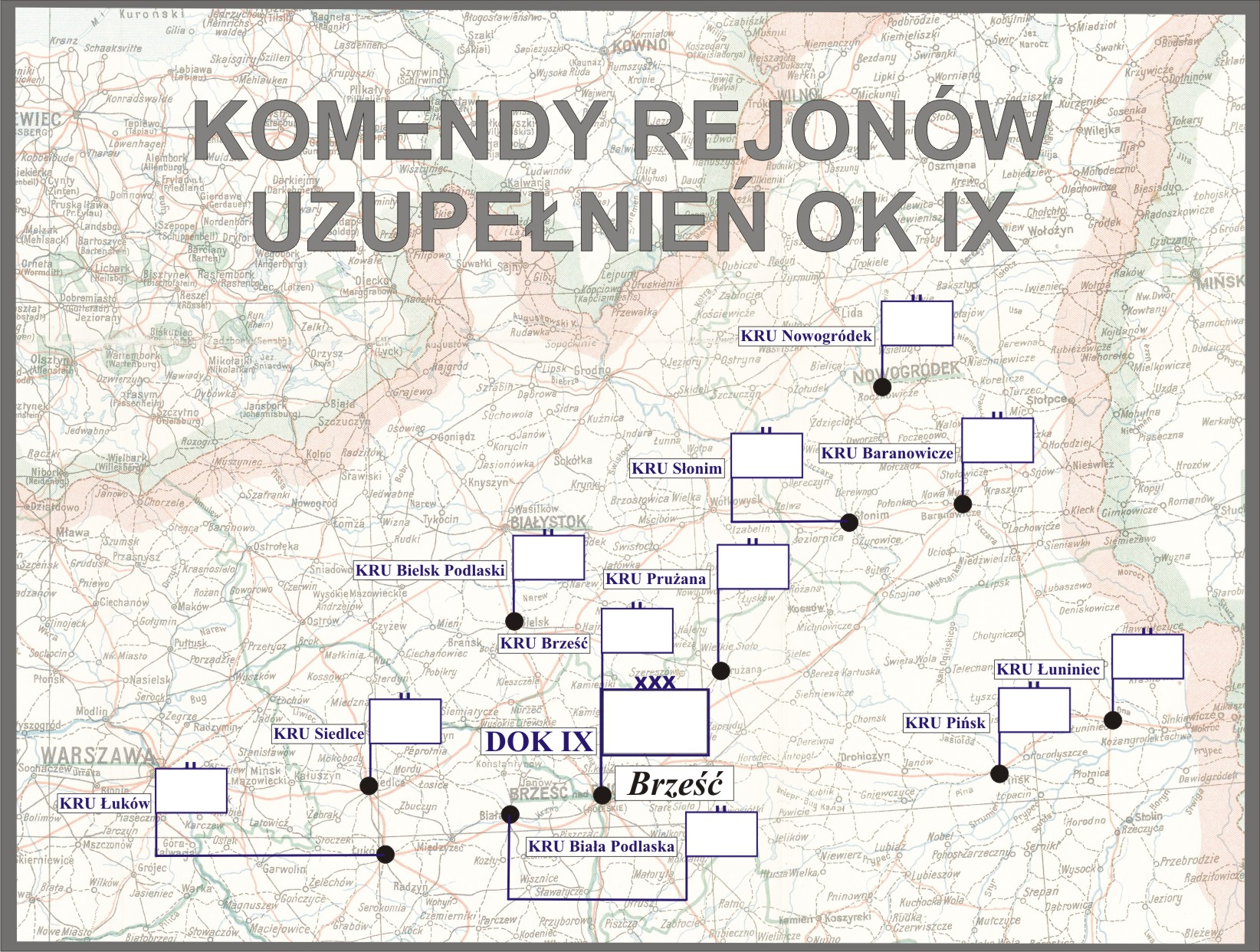
Komendy rejonów uzupełnień OK IX

Komenda Rejonu Uzupełnień Pińsk (KRU Pińsk) – organ wojskowy właściwy w sprawach uzupełnień Sił Zbrojnych II Rzeczypospolitej i administracji rezerw w powierzonym mu rejonie.

## Historia komendy
W 1921 roku na terenie Okręgu Korpusu Nr IX została utworzona Powiatowa Komenda Uzupełnień Pińsk. Okręg poborowy PKU Pińsk obejmował powiaty: piński i drohicki.
W marcu 1930 roku PKU Pińsk nadal podlegała Dowództwu Okręgu Korpusu Nr IX i administrowała powiatami: pińskim i drohickim. W grudniu tego roku PKU Pińsk posiadała skład osobowy typ II.
31 lipca 1931 roku gen. dyw. Kazimierz Fabrycy, w zastępstwie ministra spraw wojskowych, rozkazem B. Og. Org. 4031 Org. wprowadził zmiany w organizacji służby poborowej na stopie pokojowej. Zmiany te polegały między innymi na zamianie stanowisk oficerów administracji w PKU na stanowiska oficerów broni (piechoty) oraz zmniejszeniu składu osobowego PKU typ I–IV o jednego oficera i zwiększeniu o jednego urzędnika II kategorii. Liczba szeregowych zawodowych i niezawodowych oraz urzędników III kategorii i niższych funkcjonariuszy pozostała bez zmian.
1 lipca 1938 roku weszła w życie nowa organizacja służby poborowej, zgodnie z którą dotychczasowa PKU Pińsk została przemianowana na Komendę Rejonu Uzupełnień Pińsk przy czym nazwa ta zaczęła obowiązywać 1 września 1938 roku, z chwilą wejścia w życie ustawy z dnia 9 kwietnia 1938 roku o powszechnym obowiązku wojskowym.
Komendant rejonu uzupełnień w sprawach dotyczących uzupełnień Sił Zbrojnych i administracji rezerw nadal podlegał bezpośrednio dowódcy OK IX. Rejon uzupełnień nie uległ zmianie i nadal obejmował powiaty: piński i drohicki.

## Obsada personalna
Poniżej przedstawiono wykaz oficerów zajmujących stanowisko komendanta Powiatowej Komendy Uzupełnień i komendanta rejonu uzupełnień oraz wykaz osób funkcyjnych (oficerów i urzędników wojskowych) pełniących służbę w PKU i KRU Pińsk, z uwzględnieniem najważniejszych zmian organizacyjnych przeprowadzonych w 1926 i 1938 roku.
| Komendanci                                    | Komendanci              | Komendanci                         |
| --------------------------------------------- | ----------------------- | ---------------------------------- |
| stopień, imię i nazwisko                      | okres pełnienia funkcji | kolejne stanowisko (dalsze losy)   |
| płk piech. Wandalin Doroszkiewicz             | do 1 VIII 1922          | Rezerwa Oficerów Sztabowych DOK IX |
| ppłk piech. Włodzimierz Mirosław Skrzyszewski | 1923 – II 1927          | stan spoczynku z dniem 30 IV 1927  |
| mjr / ppłk piech. Antoni Olkowski             | II 1927 – III 1928      | dyspozycja dowódcy OK IX           |
| ppłk piech. Marceli Chybczyński               | III 1928 – 28 II 1931   | zwolniony ze stanowiska            |
| mjr piech. Witold Zubkowski-Okołow            | III 1931 – 30 IV 1933   | stan spoczynku                     |
| mjr piech. Emil Schuller                      | IV 1933 – III 1934      | dyspozycja dowódcy OK IX           |
| mjr piech. Rafał Krywko                       | VI 1934 – 30 VI 1935    | stan spoczynku                     |
| mjr Bronisław Hieronim Joszt                  | VIII 1935 – 1939        |                                    |

| Obsada pozostałych stanowisk funkcyjnych PKU w latach 1921–1925 | Obsada pozostałych stanowisk funkcyjnych PKU w latach 1921–1925 | Obsada pozostałych stanowisk funkcyjnych PKU w latach 1921–1925 | Obsada pozostałych stanowisk funkcyjnych PKU w latach 1921–1925 |
| --------------------------------------------------------------- | --------------------------------------------------------------- | --------------------------------------------------------------- | --------------------------------------------------------------- |
| I referent                                                      | mjr piech. Antoni Olkowski                                      | 1923 – II 1926                                                  | kierownik I referatu                                            |
| II referent                                                     | urzędnik wojsk. XI rangi / por. kanc. Jan Groch                 | 1923 – II 1926                                                  | referent                                                        |
| oficer instrukcyjny                                             | por. rez. powoł. do sł. czyn. Jan Wielowiejski                  | XI 1922 – 1 IX 1923                                             | 40 pp                                                           |
| oficer instrukcyjny                                             | por. piech. Mieczysław Olszański                                | XII 1923 – XI 1924                                              | referent osobowy w Oddziale Ogólnym Sztabu DOK II               |
| oficer instrukcyjny                                             | kpt. piech. Józef Tadeusz Suchodolski                           | V 1925 – III 1926                                               | referent PW w Sztabie DOK IX                                    |
| oficer ewidencyjny na powiat drohiczyński                       | urzędnik wojsk. XI rangi Jan Solipiwko                          | od 1 VI 1923                                                    |                                                                 |
| oficer ewidencyjny na powiat piński                             | wakat                                                           |                                                                 |                                                                 |

Obsada pozostałych stanowisk funkcyjnych PKU w latach 1926–1938
- kierownik I referatu administracji rezerw i zastępca komendanta
  - mjr. piech. Antoni Olkowski (II 1926 – II 1927 → komendant PKU)
  - kpt. piech. Jan Neugebauer (VIII 1927[37] – I 1928 → referent w Dep. Piech. MSWojsk[38].)
  - mjr piech. Teofil Burakowski (III 1928[39] – III 1929[40] → p.o. komendanta PKU Lublin Powiat)
  - mjr art. Stanisław Kogucki (p.o. III[41] – VII 1929[42] → dyspozycja dowódcy OK IX)
  - kpt. kanc. Tadeusz Słupczyński (VI[43] – IX 1930[44] → dyspozycja dowódcy OK IX)
  - kpt. piech. Józef Surski[b] (IX 1930[52] – 31 XII 1934[53] → stan spoczynku)
- kierownik II referatu poborowego
  - por. kanc. Jerzy Andrzej Wodziński[c] (II – VI 1926[55] → kierownik kanc. Dowództwa 9 DP)
  - por. kanc. Maksymilian Słowik (do 31 V 1927[56] → stan spoczynku)
  - por. kanc. Jan Groch (VI 1927 – III 1928[57] → dyspozycja dowódcy OK IX)
  - por. piech. Aleksander Jeśman vel Eśman (III 1928[39] – XII 1932[58] → PKU Czortków)
  - kpt. piech. Bronisław Wilhelm Dominik Zaziemski[59] (XII 1932[60] – 1938 → stan spoczynku, †1940 Charków[61])
- referent
  - por. kanc. Jan Groch (II 1926 – VI 1927[62] → kierownik II referatu)
  - ppor. / por. gosp. Jan Mizik[d] (VII 1927[63] – VI 1930[64] → płatnik 84 pp)

Obsada pozostałych stanowisk funkcyjnych KRU w latach 1938–1939
- kierownik I referatu ewidencji – kpt. adm. (piech.) Jan Tupikowski
- kierownik II referatu uzupełnień – kpt. adm. (piech.) Ignacy Budkiewicz[f] †1940 Katyń[69]